# Susans fornemme Ven
Susans fornemme Ven er en amerikansk stumfilm fra 1917 af Edwin Stevens.

## Medvirkende
- Violet Mersereau som Nancy Croyden / Susan Flynn
- Maud Cooling som Ora Tourette
- James O'Neill som Sir Jeffrey Croyden
- William O'Neill som Sir Bevis Neville
- Bradley Barker som Terrence Flynn